# Paestum
Paestum is de Romeinse naam voor Poseidonia, een stad in het oude Magna Graecia dat in de oudheid een door Grieken gekoloniseerde gebied was in het zuiden van Italië. Het is nu een belangrijke archeologische vindplaats aan de kust op een afstand van 85 kilometer ten zuiden van Napels en in de provincie Salerno. De aldaar aanwezige indrukwekkende ruïnes werden rond 1750 tijdens wegwerkzaamheden in opdracht van koning Karel IV van Napels.

## Geschiedenis
De Griekse schrijver Strabo vermeldt dat de Grieken afkomstig uit Sybaris aldaar een nederzetting stichtten in de buurt van de monding van de rivier Silaros, welke nu de Sele wordt genoemd en 10 km noordwaarts van Paestum stroomt. Volgens weer een andere overlevering zouden aan het begin van de 7e eeuw v.Chr. Dorische inwoners van Sybaris een kolonie hebben gesticht, nadat zij door hun Achaeïsche stadsgenoten waren verdreven. De stad werd naar de zeegod Poseidon vernoemd omdat de zee als een bron van voorspoed werd ervaren.
De kolonie dankte haar ontwikkeling aan een gunstige geografische ligging op een kruispunt van handelswegen. Toen in de loop van de 7e eeuw de invloed van de Etrusken op het gebied afnam, was dat een uitgelezen kans voor Poseidonia om haar hegemonie te vestigen ten nadele van de oorspronkelijke bewoners, de Lucaniërs. Het economische, politieke en culturele hoogtepunt werd bereikt toen de moederstad Sybaris werd verwoest door het leger van Crotona en de verdreven inwoners in Poseidonia werden onthaald eb de economie vnieuwe impulsen gaven. Uit die tijd dateren drie grote, nog steeds in goede staat zijnde tempels en talrijke kunstwerken.
Rond 400 v.Chr. waren de oorlogszuchtige en ondernemende Lucaniërs, een Italisch volk dat oorspronkelijk uit de centrale Apennijnen kwam, in dergelijke mate geïnfiltreerd in het stedelijke leven van Poseidonia, dat zij de stad geleidelijk in handen konden nemen. Toch had hun overheersing in de 4e eeuw v.Chr. geen nadelige invloed op het economische en culturele leven van de kolonie. Integendeel, de rijpere Griekse kunst beïnvloedde veeleer de simpele Lucanische kunstproducten, zoals in het plaatselijke museum duidelijk geïllustreerd wordt.
Rond het einde van de 4e eeuw raakte Poseidonia betrokken in zware oorlogen tussen de Grieken in Magna Graecia en de Italische volkeren die nieuwe gebieden aan zee wilden veroveren. Terwijl de Grieken de inval van de Italische volkeren probeerden te stuiten en daartoe de hulp van het koninkrijk Epirus hadden ingeroepen, wisten de Romeinen hun invloed te vergroten en onder meer koning Pyrrhus van Epirus te dwingen het land te verlaten.

In 273 v.Chr. bezetten de Romeinen Poseidonia en veranderden zij de naam in Paestum. De stad werd gedeeltelijk geromaniseerd, en de inwoners kregen het statuut van socii. Zij werden voor Rome trouwe bondgenoten, die de Romeinen meermaals op belangrijke momenten te hulp kwamen, onder meer in de moeilijke oorlog tegen Hannibal. Dankzij deze trouw behield de stad tot de regering van keizer Tiberius onder meer het recht om haar eigen munt te slaan. Gedurende de Romeinse periode werden nieuwe openbare gebouwen neergezet, een forum werd aangelegd, en zo kreeg Paestum het definitieve uitzicht dat bij de opgravingen aan het licht kwam.
De stad bleef ononderbroken in gebruik tijdens de Romeinse keizerperiode, maar begon vanaf de 4e eeuw in belang af te nemen, als gevolg van meerdere oorzaken. Strabo schreef dat het in zijn tijd ongezond leven was in Paestum, door de moerasvorming in de omgeving. De ontbossing van de naburige bergen (voor economische en militaire doeleinden) veranderde immers het stroomgebied van de rivieren drastisch en werkte moerasvorming in de hand, zodat de malaria de gezondheid van de bewoners begon te ondermijnen. Bovendien had de aanleg van nieuwe wegen, die Rome directer via de Adriatische Zee met het Oosten verbonden, Paestum als verkeersknooppunt minder aantrekkelijk gemaakt.

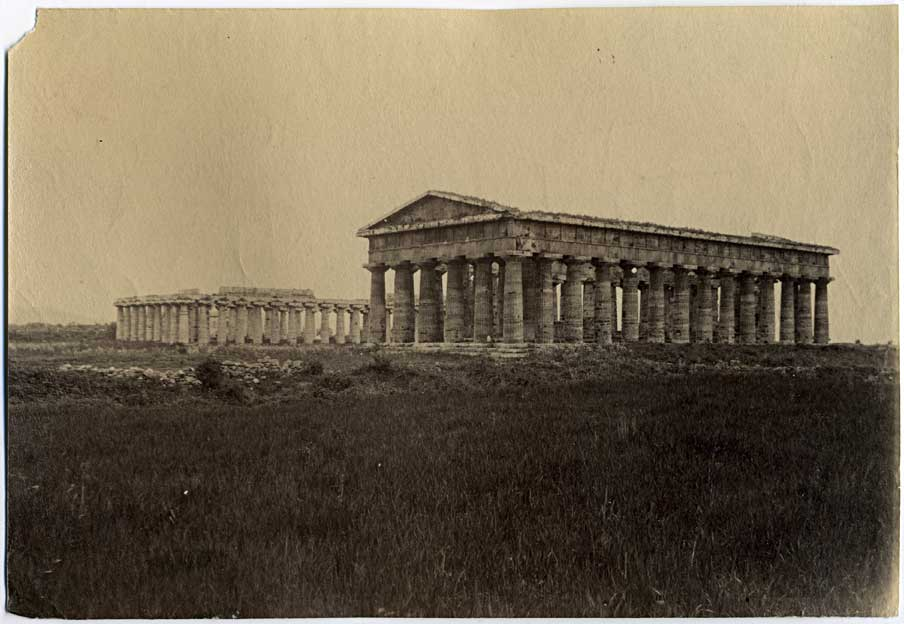
Paestum rond 1900

De stad kromp ineen tot een schamel dorpje rond de Ceres-tempel, die later nog in een christelijke kerk werd omgedoopt. In de Middeleeuwen werd de stad verlaten, omdat de inwoners in de 9e eeuw de naburige bergen introkken op de vlucht voor malaria en Saraceense piraten. De stad werd later nog enkel aangehaald door historici en dichters, die vooral verwezen naar de in de omgeving aanwezige prachtige rozen (bifera rosaria Paesti, die tweemaal per jaar bloeien).
Pas in 1752 traden de ruïnes opnieuw in de belangstelling na herontdekking van Pompeï en Herculaneum en er in opdracht van koning Karel (IV) van Bourbon een weg (de huidige rijksweg nr. 18) naar het zuiden werd aangelegd.
Het huidige Paestum is een populaire toeristenplaats. De belangrijkste attracties zijn drie goed bewaard gebleven tempels in Dorische stijl, die dateren uit de eerste helft van de 6e eeuw v.Chr. Twee zijn er gewijd aan de Griekse godin Hera en de derde aan Athena.

## Bezienswaardigheden
De overblijfselen van het oude Paestum maken deel uit van het Nationaal park Cilento, een UNESCO Werelderfgoed sinds 1998.
Drie goed bewaard gebleven tempels in Dorische stijl bevinden zich alle binnen de 4,5 km lange stadsomwalling (15 m hoog en 5 tot 7 m dik), en liggen aan de zogenaamde Heilige Weg (Oudgrieks: Ἱερὰ Ὁδός, Latijn: Via Sacra), de voornaamste verkeersader van de Griekse en later van de Romeinse stad.
- Deze Heilige Weg bestond reeds in de Griekse periode, maar heeft nu duidelijk Romeins plaveisel. Vanuit het stadscentrum liep hij ca. 12 km verder in noordelijke richting, tot aan het Hera-heiligdom aan de monding van de Sele. De oude Grieken wisten te vertellen dat dit Grieks heiligdom in mythische tijden werd gesticht door Jason en zijn Argonauten, die tijdens hun omzwervingen hier terechtkwamen en op deze manier de godin Hera wilden danken voor haar bijstand. De funderingen van dit heiligdom werden in 1934 ontdekt: men ontdekte veel waardevolle beeldhouwwerken die nu een plaats vonden in het Museum van Paestum.
- Het meest zuidelijk ligt de tempel die traditioneel de Basilica werd genoemd. Het is de oudste van de drie tempels en hij werd rond 550 v.Chr. gebouwd in archaïsch Dorische stijl. Bij de ontdekking aan het einde van de 18e eeuw werd hij per vergissing Basilica genoemd. Het bouwwerk vertoont namelijk enkele hoogst ongewone stijlkenmerken die de archeologen op het verkeerde spoor zetten: het oneven aantal zuilen (9) aan de korte zijde, én de naos die in twee schepen is verdeeld, brachten hen op de gedachte dat het niet om een tempel ging maar om een burgerlijk gebouw van het basilica-type. (Bij de Romeinen was de basilica een openbaar gebouw zonder religieuze functie, dat werd gebruikt voor juridische, administratieve of commerciële doeleinden.) Dankzij recente vondsten van wijgeschenken weet men nu echter dat het een aan Hera (Juno) toegewijde tempel was, óf dat het gebouw althans deel uitmaakte van een Hera-heiligdom. Het grondplan vertoont 9 zuilen in de breedte tegen 18 in de lengte, een zeer uitzonderlijk gegeven in de Griekse architectuur.

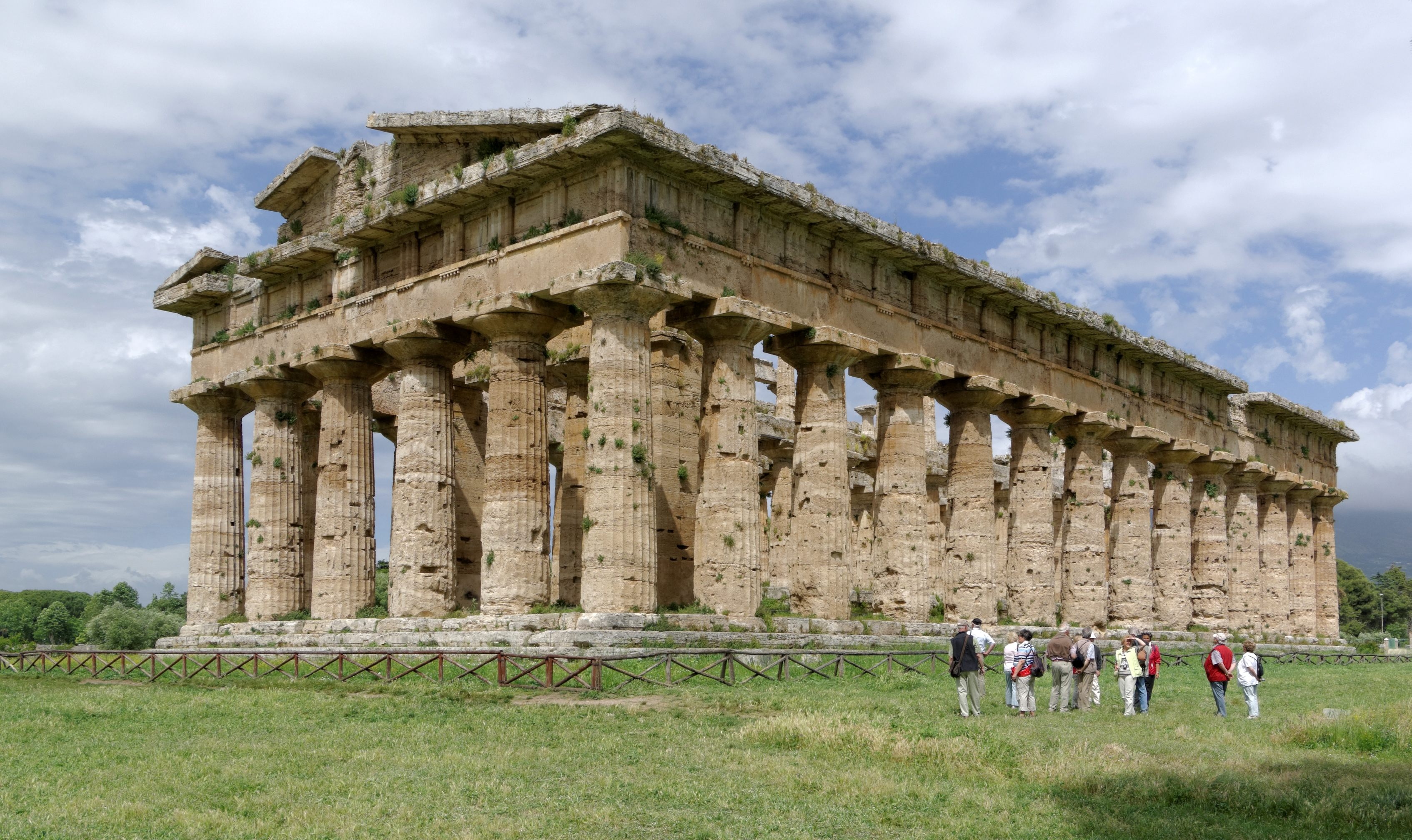
De tempel van Poseidon

- Even ten noorden daarvan verrijst de majestueuze tempel die bij de ontdekking verkeerdelijk als Neptunus-tempel werd geïdentificeerd (of in het Grieks Poseidon, hetgeen de naam van de stad –Poseidonia- zou rechtvaardigen). De tempel werd rond het midden van de 5e eeuw v.Chr. gebouwd[noten 1] in een opvallend zuivere Dorische stijl, en het is een van de best bewaarde Griekse tempels in Europa. De architect liet zich bij de bouw inspireren door de Zeus-tempel van Olympia, waarvan hij de harmonische verhoudingen heeft overgenomen. Het grondplan vertoont 6 zuilen in de breedte tegen 14 in de lengte (normaal 13) en de naos werd door twee zuilenrijen in drie schepen verdeeld. Het is nog steeds niet helemaal duidelijk aan welke godheid de tempel precies was toegewijd. Traditiegetrouw wordt hij nog vaak Neptunus-tempel genoemd, maar door de ontdekking van talrijke ex voto's en andere aanwijzingen neemt men meestal aan dat hij net als de zogenaamde Basilica aan Hera was toegewijd. Toch zijn er ook onderzoekers die het bouwwerk eerder als een Zeus- of zelfs een Apollo-tempel hebben willen identificeren.

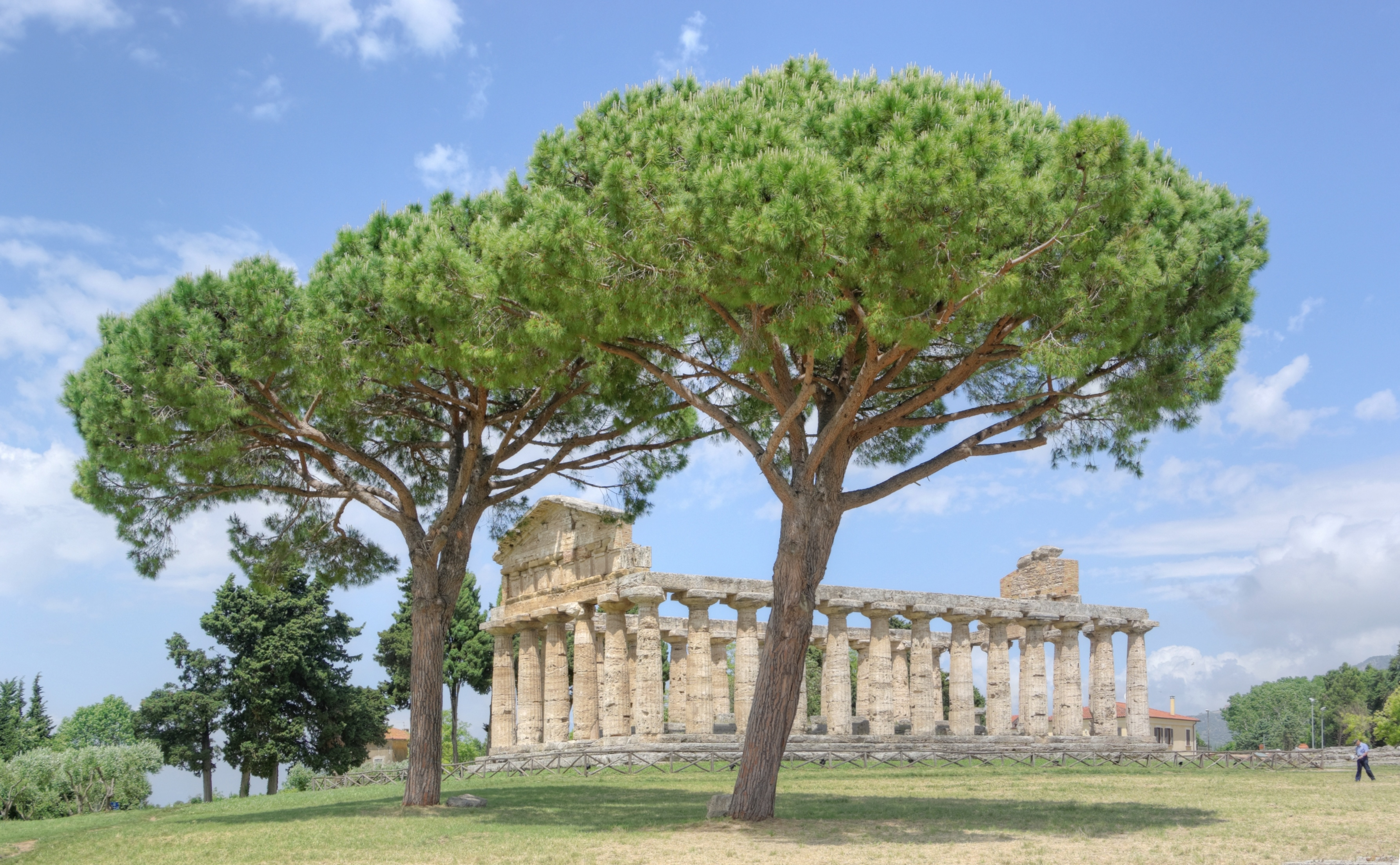
De tempel voor Athene

- Helemaal aan het andere eind van de Heilige Weg, op het hoogste punt van de stad, bevindt zich de tempel die traditiegetrouw (maar eveneens per vergissing) de Ceres-tempel werd genoemd. Hij werd rond 500 v.Chr. opgetrokken (dat wil zeggen net halfweg tussen de beide andere tempels van Paestum) en vertoont enkele uitzonderlijke stijlkenmerken: een zéér hoog fronton, en een unieke versmelting van de Dorische (buitenzijde) en Ionische (binnenzijde) stijlen. Het grondplan is zeer eenvoudig vergeleken bij de andere tempels, en vertoont de "normale" verhouding van 6 zuilen in de breedte tegen 13 in de lengte, terwijl de naos niet in schepen is verdeeld, en ook geen achterhal (opisthodomos) vertoont. De vondsten van verschillende Athena-beeldjes en een inscriptie met de naam Athena laten vermoeden dat de eerste onderzoekers zich opnieuw vergisten, en dat de tempel aan deze godin was toegewijd. Deze veronderstelling wordt bevestigd door het feit dat hij zich op het hoogste punt van de stad bevindt, en ook in andere Griekse steden vindt men aan Athene gewijde tempels op het hoogste punt (cf. Athene, Sparta, enzovoort). Aan de zuidkant van de naos werden christelijke graven ontdekt, een aanwijzing dat het gebouw in de eerste eeuwen van het Christendom als kerk werd omgevormd. In die tijd ontstond namelijk het dorp dat in de 9e eeuw ontruimd werd.

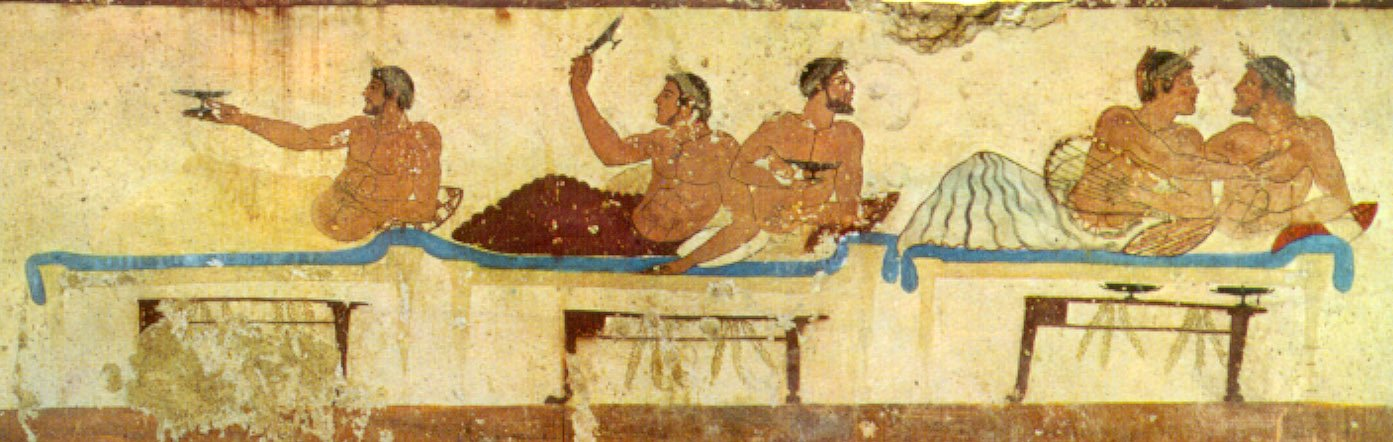
Symposion-scène in de Tomba del Tuffatore

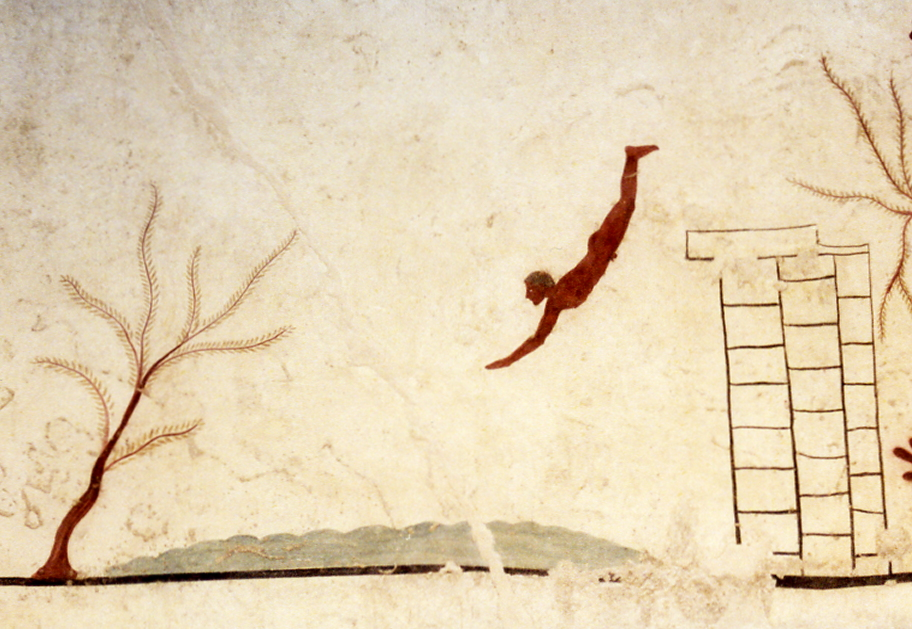
De duiker in de Tomba del Tuffatore

- Het archeologisch museum van Paestum heeft een rijke collectie, bestaande uit de vele vondsten uit vooral de Griekse periode van Paestum die hier zijn tentoongesteld. Hoogtepunt daarbij is de zogenaamde 'tombe van de duiker', een aan de zes binnenzijden beschilderde graftombe voor een (jonge?) man uit ca. 475 voor Christus. Een van de afbeeldingen toont een man die van een duiktoren afduikt, op een andere afbeelding is een symposion te zien. De kleuren van deze schilderingen zijn ongewoon goed bewaard gebleven, en de tombe vormt een van de zeer zeldzame voorbeelden van Griekse schilderkunst.
- In het museum zijn ook vondsten te zien van oudere culturen uit de directe omgeving, in het bijzonder de Gaudocultuur uit de kopertijd, de overgang van steentijd naar bronstijd.

## Verkeer en vervoer
Het station van Paestum ligt op honderd meter van de antieke stadsmuur, bushaltes zijn er bij alle drie de toegangen tot de oude stad. Paestum is bereikbaar vanaf Napels en Salerno via de A3 en de SS 18 en dan de SP 278. De dichtstbijzijnde luchthaven is Salerno Costa d'Amalfi.

## Varia
Laatstejaarsstudenten uit het secundair onderwijs die in Italië op eindejaarsreis gaan, sluiten soms een overeenkomst te Paestum. Deze houdt in dat de studenten tijdens de volgende jaren van hun opleiding regelmatig afspreken om samen uit te gaan. In sommige gevallen is ook alcoholgebruik verweven in de afspraak. Deze traditie wordt een Pact van Paestum genoemd.